# Kinkaid, Gambler
Kinkaid, Gambler è un film muto del 1916 diretto da Raymond Wells.

## Trama
Nellie Gleason, la super detective, è sulle tracce di Jim Kinkaid, fuggito in Messico dopo aver rapinato il magnate immobiliare George Arnold. Jim, anche se è un criminale, accetta di ritornare indietro con Nellie, di cui si è innamorato. La donna non resta indifferente all'amore di Kinkaid; scopre, poi, che Arnold, la vittima, in realtà è un profittatore che ha derubato i migranti e che Kinkaid ha usato il denaro che gli ha sottratto per restituire il maltolto ai truffati. Nellie, allora, aiuta Kinkaid a sfuggire alle autorità statunitensi e poi i due ritornano insieme in Messico.

## Produzione
Il film fu prodotto dall'Universal Film Manufacturing Company  (con il nome Red Feather Photoplays). Venne girato agli Universal Studios, al 100 Universal City Plaza di Universal City.

## Distribuzione
Il copyright del film, richiesto dalla Universal Film Mfg. Co., Inc., fu registrato il 25 novembre 1916 con il numero LP9607.
Distribuito dalla Red Feather Photoplays (Universal Film Manufacturing Company), il film - della durata di una cinquantina di minuti - uscì nelle sale cinematografiche USA il 4 dicembre 1916.